# Déambulation

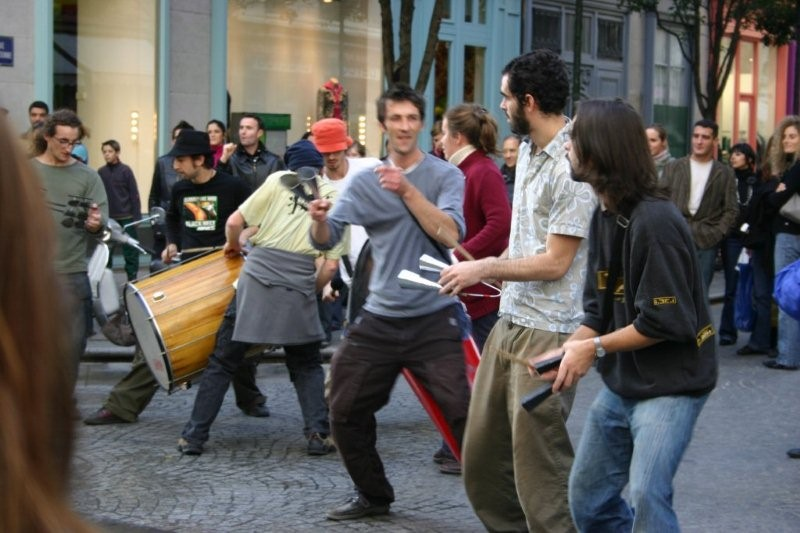
Musiciens dans un spectacle de rue à Paris en 2004.

La déambulation est un style de spectacle utilisé par les arts de la rue comme l'art du cirque, la clownerie et le théâtre de rue. Il est basé sur l'improvisation et l'interaction entre l'artiste et le public.
Utilisée dans diverses manifestations, la déambulation est basée sur le déplacement de l'artiste ou du groupe d'artistes dans tout l'espace de cette manifestation.

## Histoire

### Antiquité: premières mentions de déambulations lors de cérémonies religieuses
Les premières mentions de déambulation apparaissent à l'Antiquité, avec les Dionysies. Durant cette fête, des concours de théâtre sont organisés. 

### Du Moyen Âge auXIXesiècle: la déambulation
À partir du Moyen Âge, la déambulation est utilisée lors des cérémonies religieuses chrétiennes. Elle s'apparente à des processions. 

### XXesiècle: la déambulation monstre et festive
Apparue dans les années 1970, la déambulation monstre est l'une des premières manifestations théâtrales de déambulation. Elle intègre une forme de jeu théâtral au fait de déambuler en procession. 

### XXIesiècle: la déambulation théâtrale intime
A la fin du XXe siècle et surtout au début du XXIe apparaît une nouvelle forme de déambulation : la déambulation théâtrale. Contrairement à la déambulation festive du XXe siècle, elle est fondée sur l'intime et le texte. 